# Đốt sống đuôi

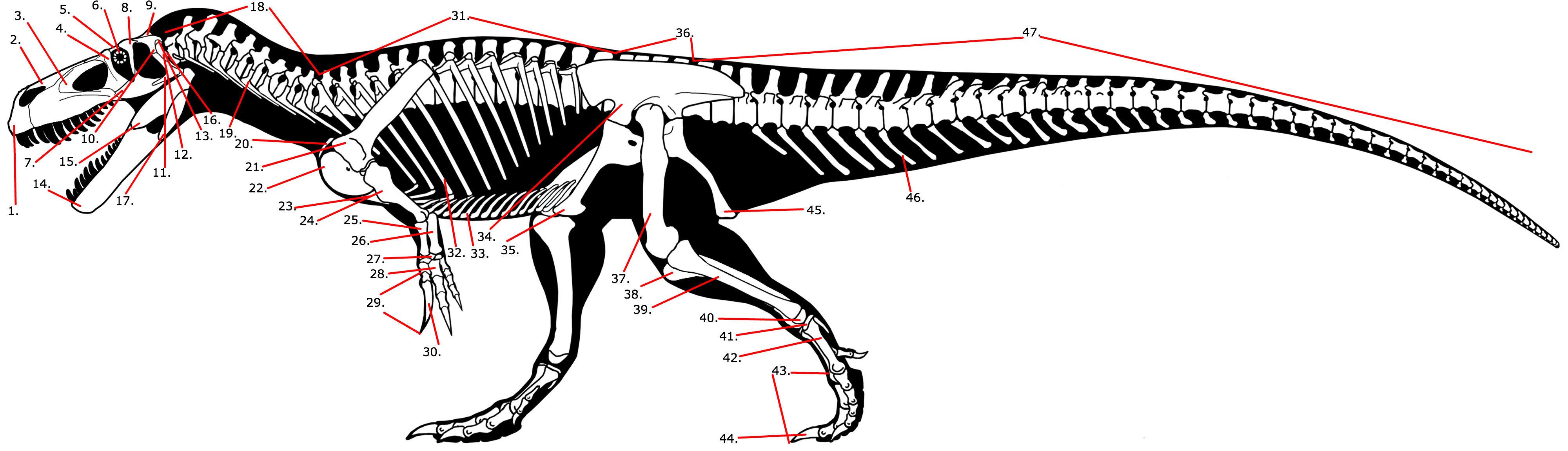
Sơ đồ bộ xương khủng long chân thú. Các đốt sống đuôi ở phần 47.

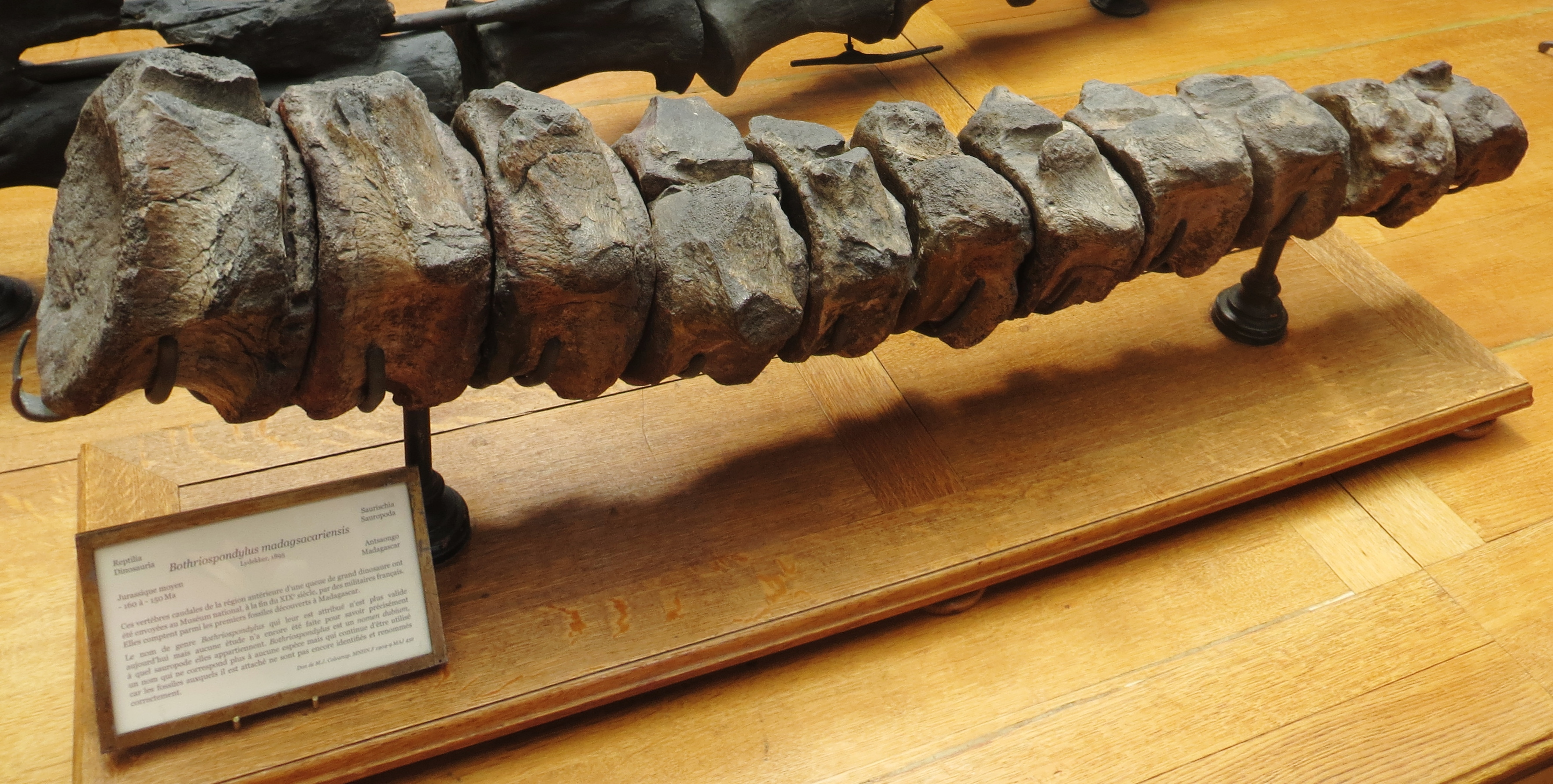
Các đốt sống đuôi của Bothriospondylus

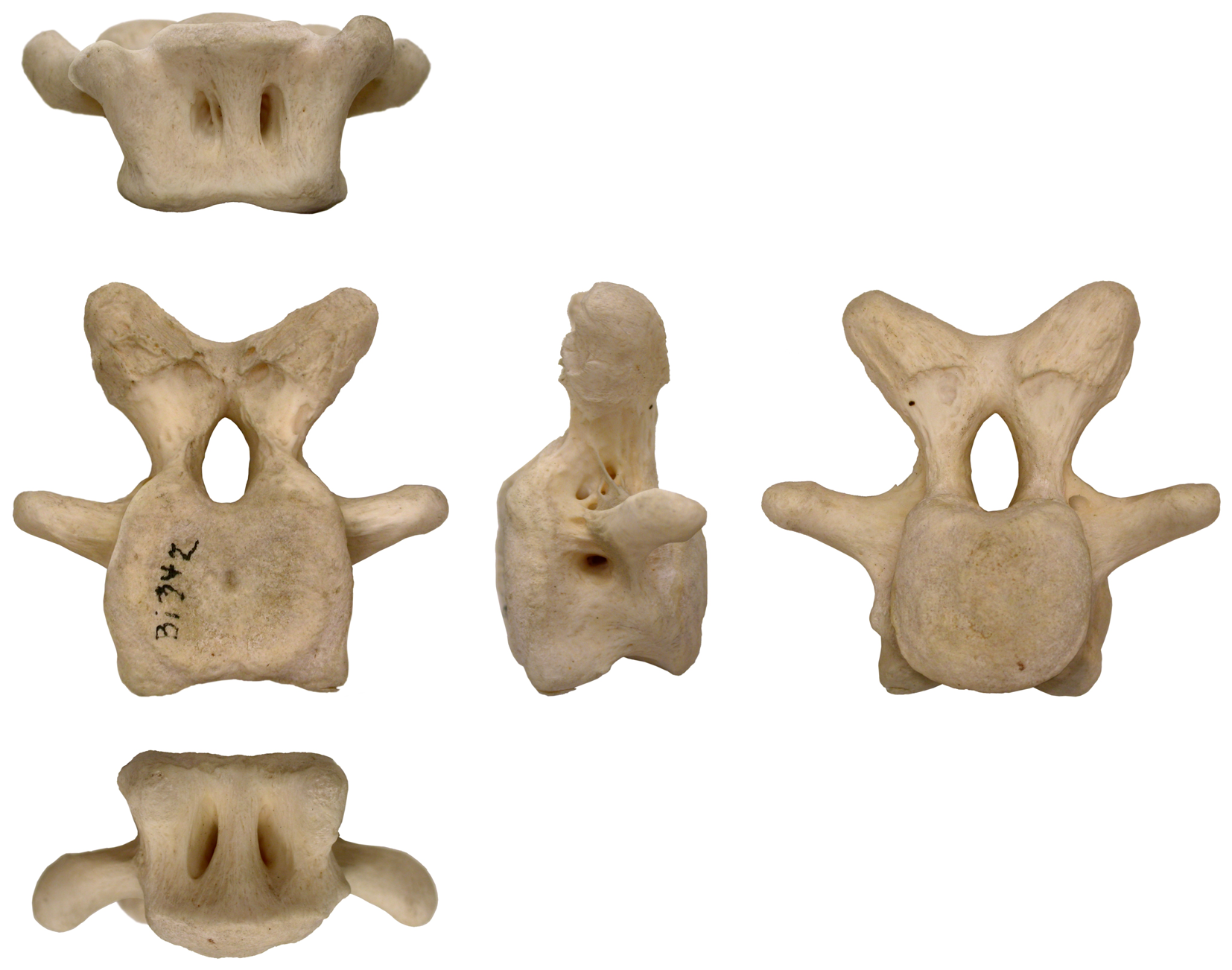
Đốt sống đuôi đà điểu

Đốt sống đuôi là đốt sống ở đuôi. Khủng long thường có một cái đuôi dài gồm nhiều đốt sống đuôi để đối trọng với thân hình nặng của mình.